# Торанс (Калифорнија)
Торанс (енгл. Torrance) град је у америчкој савезној држави Калифорнија. По попису становништва из 2020. у њему је живело 147.067 становника.

## Демографија
Према попису становништва из 2010. у граду је живело 145.438 становника, што је 7.492 (5,4%) становника више него 2000. године.
|                   | 2010.            | 2000.            |
| Укупно            | 145 438 (100,0%) | 137 946 (100,0%) |
| Белци             | 61 591 (42,35%)  | 72 234 (52,36%)  |
| Азијати           | 50 240 (34,54%)  | 39 462 (28,61%)  |
| Хиспаноамериканци | 23 440 (16,12%)  | 17 637 (12,79%)  |
| Остали            | 6 212 (4,271%)   | 5 591 (4,053%)   |
| Афроамериканци    | 3 955 (2,719%)   | 3 022 (2,191%)   |